# 西河庄乡
西河庄乡，是中华人民共和国河北省邯郸市永年区下辖的一个乡镇级行政单位。

## 行政区划
西河庄乡下辖以下地区：
西河庄村、刘宋寨村、河西堡村、善寨村、弓庄村、刘桥村、南河庄村、贾寨村、大阎胡寨村、顾一村、顾二村、北河庄村、陈寨村、郭岳寨村、前井八寨村、后井八寨村、甄庄村、李胡寨村、门寨村、李二八寨村、李八寨村、高寨村、姬庄村、李凹村、前刘寨村和后刘寨村。